# Chimie farmaceutică

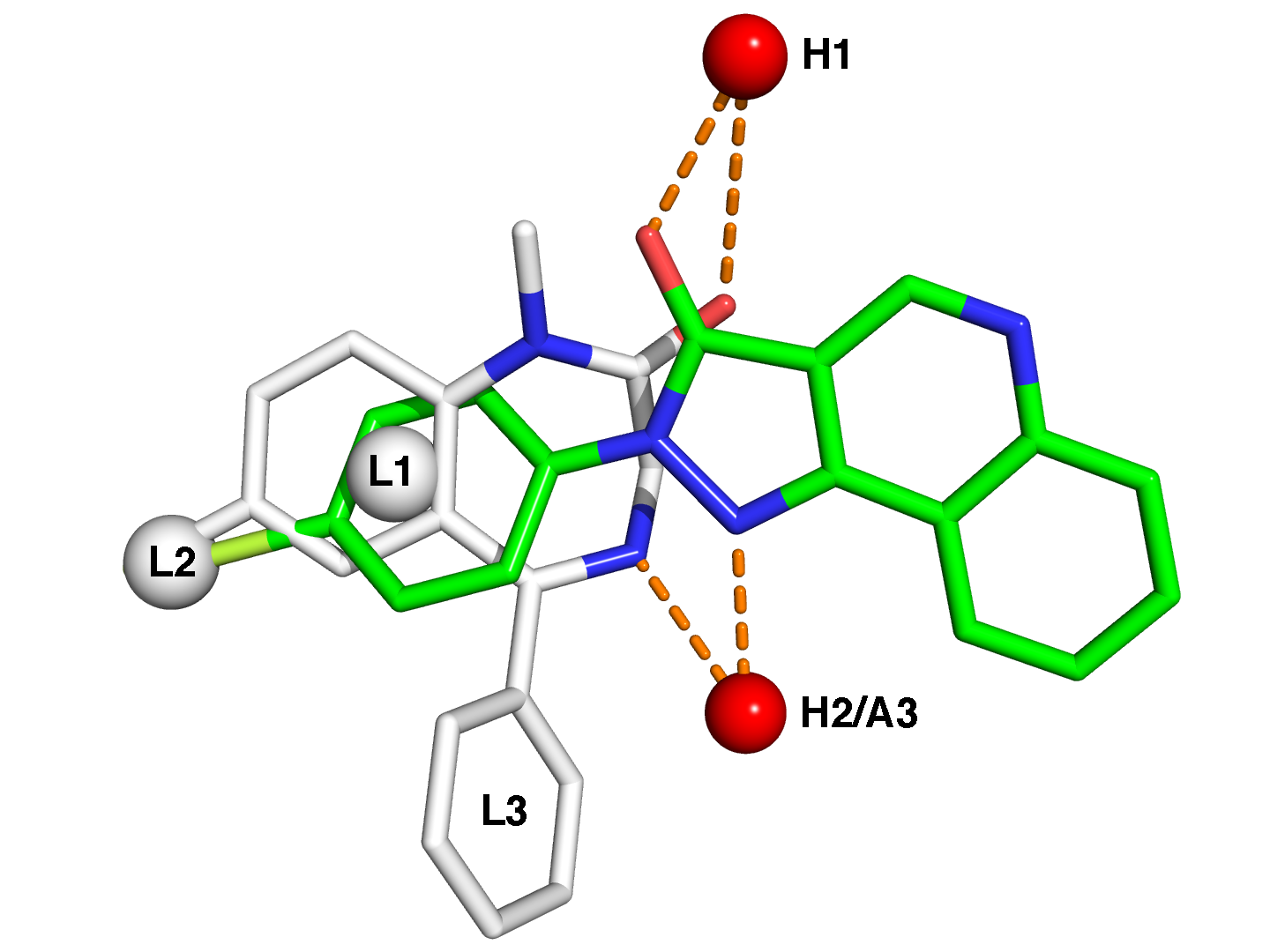
Model farmacofor al situsului de legare pentru benzodiazepine pe receptorul GABAA.

Chimia medicală și chimia farmaceutică sunt discipline științifice care se află la intersecția dintre chimie (în special chimia organică de sinteză) și farmacologie și alte științe de specialitate din domeniul biologic. Astfel, chimia farmaceutică se ocupă cu studiul substanțelor chimice care sunt utilizate ca medicamente, dar și al materiilor prime auxiliare utilizare în procesul de obținere a produselor farmaceutice. Mai exact, substanțele medicamentoase sunt studiate din punctul de vedere al identificării și sintezei, dar și posibilitatea de dezvoltare de noi entități chimice adecvate pentru utilizare terapeutică.
Chimia farmaceutică este o știință extrem de interdisciplinară și combină chimia organică cu biochimia, chimia computațională, farmacologia, biologia moleculară, statistica și chimia fizică.
Compușii chimici utilizați ca și substanțe medicamentoase sunt de obicei compuși organici, și pot fi împărțiți în două clase: molecule organice mici (atorvastatină, fluticazonă, clopidogrel) și produse biofarmaceutice (infliximab, eritropoietină, insulină). De asemenea, și compușii anorganici și organometalici sunt folositori ca medicamente (agenți pe bază de litiu sau platină, precum carbonatul de litiu și cisplatinul).